# José Espalter
José Espalter (Montevideo, 19 de octubre de 1868 - Montevideo, 30 de agosto de 1940) fue un abogado, profesor, rector y político uruguayo, perteneciente al Partido Colorado.

## Biografía
En 1892 se graduó en Derecho y Jurisprudencia en la Universidad de la República de la que fue rector desde 1930 al 1931.
Fue juez de la República. Miembro del Partido Colorado fue diputado, senador, Ministro del Interior y de Relaciones Exteriores. Miembro del Consejo de Estado que formó Gabriel Terra después de haber suspendido las garantías constitucionales y dar el golpe de Estado de 1933. Asimismo fue miembro de la Asamblea Constituyente convocada por Terra en 1934.

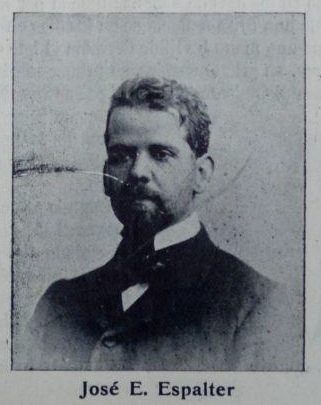
Espalter a principios de los 1900s.

Como Ministro de Agricultura y Fomento desempeñó un papel primordial en la constitución de la Colonia rusa de San Javier.